# سکیشو

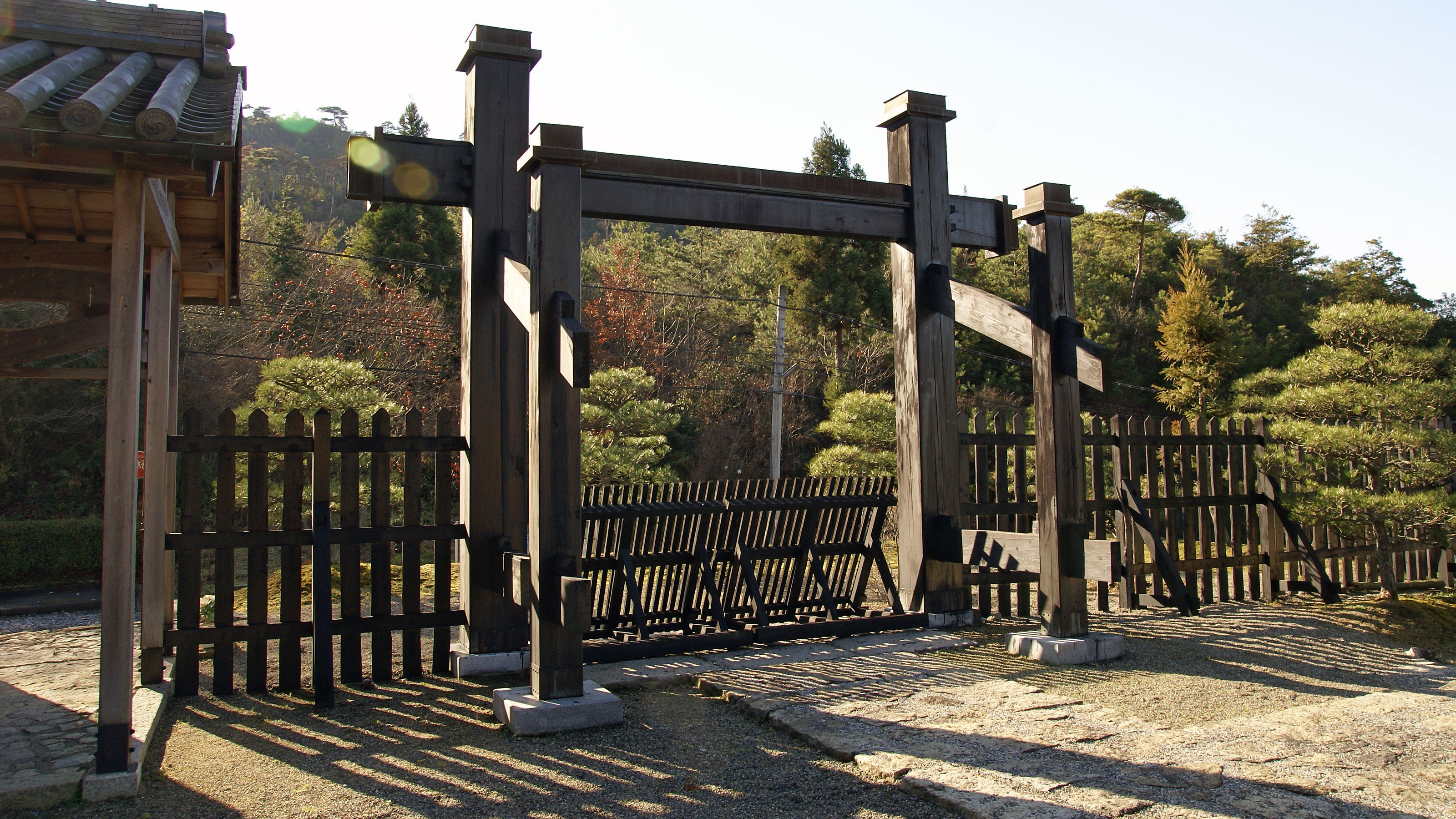
دروازه به سبک کانبوکومون در ایست بازرسی (در روستای ایستگاه پست ایشیبه)

سکیشو (به ژاپنی: 関所 せきしょ)، یک ایست بازرسی امنیتی و دروازه برای جمع‌آوری مالیات و بازرسی است که در نقاط کلیدی حمل و نقل نصب می‌شده است. همچنین به سادگی سکی نامیده می‌شود.
وظایف ایست‌های بازرسی شامل اهداف نظامی (دفاع)، اهداف پلیس (نظم عمومی) و اهداف اقتصادی (جمع‌آوری عوارض ترافیکی) است.
ایست‌های بازرسی نصب شده در مسیرهای زمینی (جاده‌ها) را «ایست بازرسی جاده ای» و به ایست‌های بازرسی نصب شده در مسیرهای دریایی «ایست بازرسی مسیر دریایی» نیز می‌گویند. در مسیرهای زمینی، اغلب در گردنه‌های کوهستانی و حاشیه رودخانه‌ها نصب می‌شوند.